# St. Ann's Warehouse
St. Ann's Warehouse (littéralement, Entrepôt Ste Anne) est une institution des arts du spectacle située dans un ancien entrepôt de tabac, le Tobacco Warehouse, à Brooklyn, à New York. L'institution culturelle a débuté lorsque l'église St. Ann's and Holy Trinity de la rue Montague a été transformée en salle de musique classique en 1980. Initialement connu sous le nom d'Arts at St. Ann's, les bénéfices des représentations sur scène ont été utilisés pour aider à la rénovation du bâtiment.

## Histoire
Ces dernières années, St. Ann's Warehouse a ouvert deux espaces d'entrepôts en tant que théâtres populaires et polyvalents à DUMBO (Brooklyn), où l'organisation s'est imposée comme un centre international pour des compagnies innovantes.
En 2000, l'institution a déménagé dans une ancienne usine de broyage d'épices à Dumbo, Brooklyn. L'endroit a dès lors servi de scène à des musiciens tels que David Bowie, Lou Reed, Joe Strummer, Aimee Mann, Nick Cave, Rufus Wainwright et John Cale. Le bâtiment actuel peut accueillir jusqu'à 1 500 personnes.
St. Ann's Warehouse a déménagé dans l'entrepôt de tabac historique Tobacco Warehouse de Brooklyn Bridge Park en 2015. Le nouvel entrepôt St. Ann's a ouvert ses portes à l'automne 2015. La structure conçue par Marvel Architects a remporté un prix de conception du chapitre de New York de l'American Institute of Architects en 2016.